# Niederbronn-les-Bains
Niederbronn-les-Bains là một xã trong tỉnh Bas-Rhin, thuộc vùng Grand Est của nước Pháp, có dân số là 4.319 người (thời điểm 1999).

## Thông tin nhân khẩu
| 1962  | 1968  | 1975  | 1982  | 1990  | 1999  |
| ----- | ----- | ----- | ----- | ----- | ----- |
| 4.069 | 4.401 | 4.455 | 4.446 | 4.372 | 4.319 |

## Nhân vật nổi tiếng
- Elisabeth Alphonsa Maria Eppinger, 1814-1867, người thành lập một dòng tu nữ